# Lesothisch-portugiesische Beziehungen
Die lesothisch-portugiesischen Beziehungen umfassen die bilateralen Beziehungen zwischen Lesotho und Portugal. Die Länder unterhalten seit 1976 direkte diplomatische Beziehungen.
Die Beziehungen zwischen Lesotho und Portugal gelten als gut, aber noch vergleichsweise schwach ausgeprägt. Es bestehen kaum historische Bezüge und ebenso wenige politische Berührungspunkte über die gemeinsame Arbeit in den UNO-Organen und der nur wenig ausgeprägten Zusammenarbeit Lesothos mit der EU hinaus. Ihr bilateraler Handel ist kaum existent und es bestehen kaum kulturelle oder andere zivilgesellschaftliche Beziehungen. Es besteht auch keine nennenswerte lesothische Diaspora in Portugal, so dass die kleine portugiesische Gemeinde in Lesotho eines der wenigen direkten Verbindungsglieder ist. Es existieren mehrere portugiesische Restaurants in Lesotho, womit die portugiesische Gemeinde dort auch eine kleine gastronomische Brücke schlägt.
Im Jahr 2008 waren 14 Personen mit Bezug zu Portugal konsularisch in Lesotho registriert, in Gegenrichtung waren im Jahr 2020 zwei lesothische Staatsbürger in Portugal gemeldet, beide im Distrikt Lissabon.
Portugiesische Staatsbürger benötigen kein Visum zur Einreise nach Lesotho.

## Geschichte
Die Geschichte Lesothos und die Portugals berührten sich bis zum 20. Jahrhundert so gut wie nie: Die portugiesischen Entdeckungsreisenden kamen ab Ende des 15. Jahrhunderts ans südliche Afrika, agierten aber überwiegend an der Küste und kamen dabei nicht durch das heutige Lesotho. Sie trieben nur auf wenigen Routen selbst Handel ins Landesinnere, dies vor allem im nördlicheren Mosambik, das portugiesische Kolonie wurde. Zum Herrschaftsgebiet der Basotho im heutigen Lesotho entstanden dabei keine nennenswerten Kontakte.
Lesotho wurde im 19. Jahrhundert selbst britische Kolonie, bis es 1966 seine Unabhängigkeit erlangte. Zum kolonialen Estado-Novo-Regime in Portugal entstanden dabei keine Beziehungen, insbesondere nicht nach Beginn des Portugiesischen Kolonialkriegs, der ab 1964 auch in der nahen portugiesischen Überseeprovinz Mosambik ausgebrochen war.
Erst nach der linksgerichteten Nelkenrevolution 1974 und dem Ende von Diktatur und Kolonialkrieg setzte ein tiefgreifender Wandel der Außenpolitik Portugals ein, und beide Länder näherten sich nun etwas an.
Am 29. März 1976 nahmen beide Staaten direkte diplomatische Beziehungen auf, 1980 akkreditierte sich erstmals ein portugiesischer Vertreter in Lesotho. Eigene gegenseitige Botschaften richteten die beiden Staaten danach nicht ein (Stand Anfang 2022). Parallel ließ sich einige portugiesischer Siedler, die vor allem vor dem 1977 ausgebrochenen Bürgerkrieg in Mosambik flohen, auch in Lesotho nieder.
Die Priorität der portugiesischen Außenpolitik auf die portugiesischsprachigen Staaten Afrikas und auf andere, enger verbundene Staaten in Afrika einerseits und die außenpolitische Abhängigkeit Lesothos von Südafrika andererseits ließen seither nur wenig engere direkte Beziehungen entstehen.

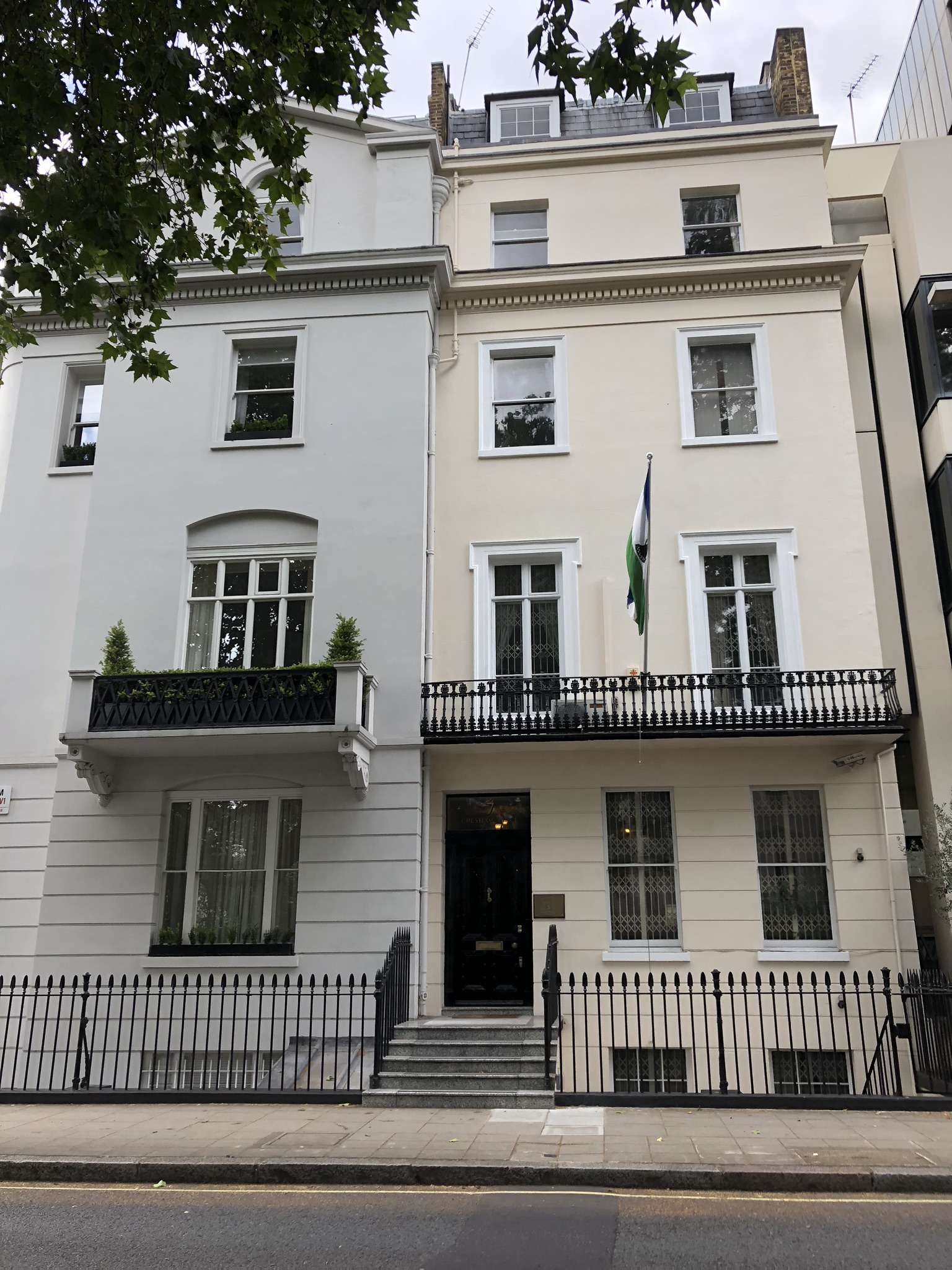
Die Botschaft Lesothos in London. Sie ist seit dem Beginn der diplomatischen Beziehungen 1976 auch für Portugal zuständig.

Während der Staatskrise in Lesotho 2014 wurde in Portugal am Rande auch über die kleine portugiesische Gemeinde in Lesotho berichtet, die sich bei den Geschehnissen jedoch als nicht direkt bedroht erwies.
Anlässlich der Akkreditierung des portugiesischen Botschafters Manuel Maria Camacho Cansado de Carvalho bei Lesothos König Letsie III. 2019 betonten beide Seiten sowohl ihre guten Beziehungen als auch den beiderseitigen Wunsch nach deren Stärkung, für die man in Lesotho insbesondere in den Bereichen Infrastruktur, Telekommunikation und Wasserversorgung Möglichkeiten sieht. Lesotho unterstützte Portugals Kandidatur für einen erneuten Sitz im UN-Menschenrechtsrat, da beide Länder gleiche Ziele und Werte verfolgten.
Bei der Wiedereröffnung der Nationalversammlung Lesothos nach der Winterpause im Februar 2020 gehörte der Vize-Präsident Portugals Carlos Zorrinho zur fünfköpfigen Besucherdelegation der EU.

## Diplomatie
Lesotho führt keine eigene Botschaft in Portugal, das Land wird von der lesothischen Botschaft in London betreut. Ein Honorarkonsulat Lesothos besteht oder bestand in Lissabon, unter Honorarkonsul António Sousa Lara.
Portugal unterhält seinerseits ebenfalls keine eigene Botschaft in Lesotho, das Land gehört zum Amtsbezirk des portugiesischen Botschafters in Südafrika. Auch ein Konsulat hat Portugal aktuell nicht in Lesotho, zuständig ist hier das Generalkonsulat Portugals im südafrikanischen Johannesburg (Stand April 2022).

## Wirtschaft
Es werden recht selten und nur sehr wenig Waren zwischen Lesotho und Portugal ausgetauscht. So verzeichnet das portugiesische Wirtschaftsministerium für das Jahr 2020 weder Exporte nach Lesotho noch Importe von dort. Im Vorjahr exportierte Portugal Waren im Wert von 415.000 Euro nach Lesotho (zu über 95 % Maschinen und Geräte), 2018 gab es erneut keinen Warenaustausch, 2017 gerade 23.000 Euro portugiesische Exporte nach Lesotho, 2016 waren es 52.000 Euro und 2015 wieder keine. Importe aus Lesotho kamen zuletzt im Jahr 2012 (93.000 Euro) und im Jahr 2011 (107.000 Euro).
Die portugiesische Außenhandelskammer AICEP unterhält keine Niederlassung in Lesotho, das Land wird vom AICEP-Büro in der südafrikanischen Hauptstadt Pretoria betreut.

## Sport
Die Lesothische Fußballnationalmannschaft und die Portugiesische Fußballauswahl der Männer sind bisher noch nicht aufeinandergetroffen, auch die Lesothische und die Portugiesische Frauenelf haben bislang noch nicht gegeneinander gespielt (Stand April 2022).